# Kanał Łebski
Kanał Łebski – droga wodna znajdująca się na terenie gminy Nowa Wieś Lęborska w województwie pomorskim.
Początek kanału znajduje się powyżej wsi Żelazkowo w pobliżu wzniesienia Kaplicznik w okolicy ujścia Pogorzelicy do Łeby. Kanał biegnie pradoliną rzeki Łeby, wzdłuż jej prawego brzegu poniżej wzniesień Wysoczyzny Choczewskiej i łączy się ponownie z rzeką Łebą na wysokości wsi Gęś powyżej ujścia Białogardzkiej Strugi.
W 1949 roku wprowadzono nazwę „Kanał Łebski” zastępując niemiecką „Brenkenhof-Kanal”.
Niemieckie przedwojenne mapy wskazują, że Kanał Łebski służył do celów transportowych skracając drogę mocno w tym miejscu meandrującą Łebą. Oprócz tego nad kanałem istniała duża liczba mostów, jak również bezkolizyjne „skrzyżowania” „dróg wodnych”, choćby ze strugą przecinającą kanał na wysokości Krępy Kaszubskiej o nazwie niem. „Siemel-B.” – Struga Krępkowicka.
Obecnie Kanał Łebski jest mocno zaniedbany i wykorzystywany głównie jako kanał melioracyjny.